# IC 1006
IC 1006 — галактика типу S? (спіральна галактика) у сузір'ї Волопас.
Цей об'єкт міститься в оригінальній редакції індексного каталогу.